# Pinaça

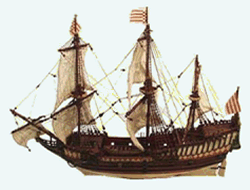
Modelo de uma pinaça alemã dos princípios do século XVIII.

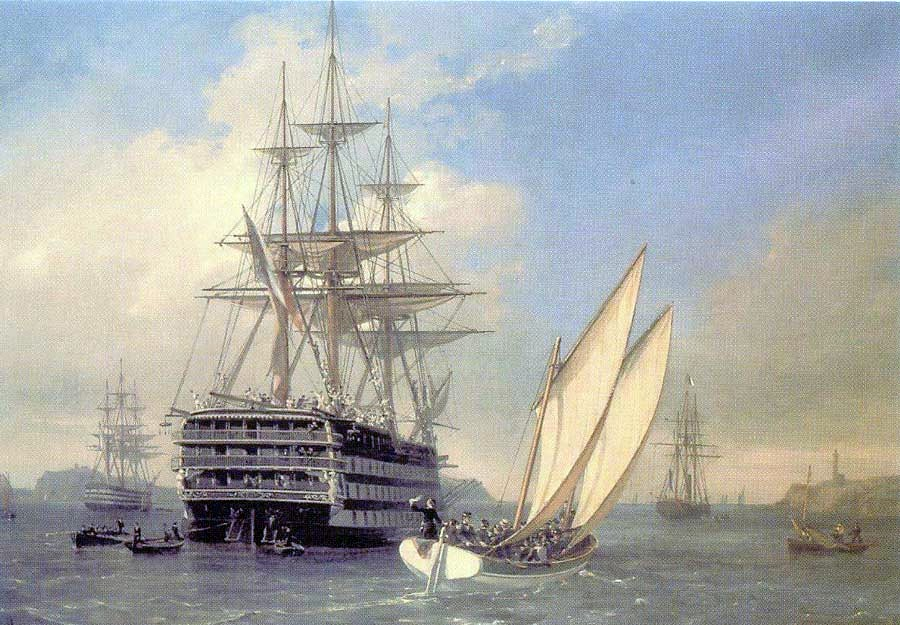
Uma pinaça velejando em direcção a um grande galeão. Pintura de August Mayer (1805-1890).

Pinaça era a designação dada a um tipo de pequena embarcação, à vela ou a remos, utilizado como embarcação de apoia a navios de guerra ou mercantes. As pinaças eram usadas para estabelecer comunicação entre navios pertencentes a uma mesma esquadra ou entre os navios e a terra. Em viagens longas as pinaças eram em geral rebocadas ou navegavam de conserva com as grandes embarcações. O nome resulta da utilização quase exclusiva de madeira de pinho na construção daquelas embarcações, aparecendo em diversas formas na maioria dos idiomas europeus. A designação pinaça de Arcachon (em francês pinasse d'Arcachon) é um tipo tradicional de pequena embarcação utilizada na região de Arcachon, na costa sudoeste da França.

## História
A primeira menção conhecida a uma pinaça data do século XIII. Por aquela altura a pinaça era um tipo de embarcações pequenas, em geral de boca aberta, movidas a remos e vela, capazes de atingir uma velocidade considerável, que se empregavam para a pesca, tráfico de cabotagem e vigilância de portos e costas.
A partir daquele tipo inicial, e à medida que as necessidades de comunicação dos grandes veleiros cresciam, as pinaças evoluíram. Entre o século XVI e o século XVIII transformaram-se em pequenas naus de uma só coberta, popa quadrada e pequeno calado, em geral arvorando três mastros: um traquete, com uma vela quadrangulares; o mastro principal com dois panos quadrangulares; e uma mezena envergando uma vela latina. Eram essencialmente usadas para missões de vigilância em redos das armadas, missões de reconhecimento para obtenção de informações sobre forças ou portos inimigos (sendo conhecidas por mexeriqueiras) e para rebocar os grandes veleiros na entrada e saída de portos.
Apesar de serem essencialmente embarcações auxiliares, a pinaças, pela sua rapidez, manobrabilidade e facilidade de entrar em portos e recessos da costa, foram amplamente utilizadas em operações de combate naval e de ataque a terra. Na Batalha de Gravelines entre as forças britânicas e a Invencível Armada, os britânicos usaram com vantagem pinaças e foi uma delas, a Disdain, de apenas 80 toneladas, que a 21 de Julho de 1588 disparou a salva de canhão de desafio contra a armada espanhola.
Na actualidade, a designação de pinaça, é ainda raramente usada para designar a maior das embarcações auxiliares usadas a bordo dos grandes veleiros.